# Garchitorena
Garchitorena es un municipio filipino de cuarta clase, perteneciente a la provincia de Camarines Sur, en la región de Bicolandia.

## Organización territorial
Se divide en veintitrés barangayes, a saber:
- Ason
- Bahi
- Binagasbasan
- Burabod
- Cagamutan
- Cagnipa
- Canlong
- Dangla
- Del Pilar
- Denrica
- Harrison
- Mansangat
- Pambuhan
- Barangay I
- Barangay II
- Barangay III
- Barangay IV
- Sagrada
- Salvación
- San Vicente
- Sumaoy
- Tamiawon
- Toytoy

## Demografía
Según el censo de 2020, tenía empadronados 29 436 habitantes.